# Исаков, Сергей Сергеевич
Серге́й Серге́евич Иса́ков (15 (27) октября 1894 — 2 (15) октября 1919) — капитан лейб-гвардии 4-го стрелкового полка, герой Первой мировой войны.
Родился в Ницце. Сын камер-юнкера Сергея Николаевича Исакова (1859—1946, Австрия) и жены его Людмилы Яковлевны Тарновской (1873—1913). Внук генерала от инфантерии Н. В. Исакова. Его тетя (сестра отца) — Екатерина Николаевна Исакова (1864—1948) замужем за графом Александром Адлербергом.
Образование получил в Александровском лицее, курса которого не окончил, приняв участие в Первой мировой войне. По окончании ускоренного курса Пажеского корпуса 1 февраля 1916 года выпущен был прапорщиком в лейб-гвардии 4-й стрелковый полк. Произведен в подпоручики 21 октября 1916 года. Приказом армии и флоту от 4 марта 1917 года удостоен ордена Святого Георгия 4-й степени
За то, что, будучи в чине прапорщика, в бою 15-го июля 1916 года у д. Трыстень он, после выбытия своего ротного командира, вступил в командование 8-й ротой и, продолжая начавшееся наступление роты, под сильным огнем противника, взял с боя 4-х-орудийную батарею, упорно защищаемую.
Произведен в поручики 28 апреля 1917 года, в штабс-капитаны — 10 июня того же года.
В Гражданскую войну участвовал в Белом движении в составе Добровольческой армии и Вооруженных сил Юга России. Летом 1919 года капитан Исаков — командир роты в батальоне лейб-гвардии 4-го стрелкового полка в Сводно-гвардейском полку, а затем в Сводно-стрелковом гвардейском батальоне. Убит 2 октября 1919 года в боях под Киевом. Был похоронен в Покровском монастыре.
Был женат на графине Любови Владимировне Мусиной-Пушкиной (1897—1938), дочери графа В. А. Мусина-Пушкина. Их сын, Сергей Сергеевич Исаков-младший (1919—2006), в 1944 году женился в Вене на графине Ирине Николаевне Мусиной-Пушкиной (1920—2010). В 1949 году супруги переехали в Монтерей (США); в браке родились дочь Елизавета (1947 г.р.). и сын Сергей (1961 г.р.). 
Отец, Сергей Николаевич Исаков, после Октябрьской революции эмигрировал. Также эмигрировали братья и сестры — Людмила Сергеевна (1893—1984), замужем за священником Всеволодом Шпиллером. Племянник — И.В.Шпиллер, дирижер, народный артист РСФСР; Анна Сергеевна (в замуж. Ракович; 1895—1991, США), Яков Сергеевич (1897—1984, США)